# Stroke Unit
Eine Stroke Unit (auch Stroke-Unit; dt. Schlaganfalleinheit, auch Schlaganfallstation) ist eine auf die schnelle Behandlung von Patienten mit Schlaganfall oder Verdacht auf Schlaganfall spezialisierte Abteilung eines Krankenhauses. Dort können Patienten von einem Team von Fachärzten – insbesondere Neurologen, Kardiologen sowie Radiologen und teilweise auch Neurochirurgen und Gefäßchirurgen – intensivmedizinisch interdisziplinär diagnostiziert und therapiert werden.
Stroke Units müssen baulichen, technischen, strukturellen, personellen sowie fachlich-inhaltlichen Mindeststandards genügen. Zudem sollten sie entsprechend zertifiziert sein, wobei die Zertifizierung durch die Deutsche Schlaganfallgesellschaft für jeweils drei Jahre gilt.

## Geschichte
Als Pioniere der Stroke Units werden vielfach Vladimir Hachinski und John W. Norris angeführt. Sie eröffneten 1975 in Toronto die erste heutigen Ansprüchen genügende Stroke Unit. Hachinski und Norris selbst benennen indes 1966 als das Jahr der Eröffnung der weltweit ersten Stroke Unit in Pittsburgh, wobei die dort erzielten Ergebnisse jedoch „enttäuschend“ gewesen seien. In Europa wurden die ersten Stroke Units in den 1980er Jahren in Skandinavien eingerichtet. Deutschlands erste Stroke Unit wurde 1990 in der München Klinik Harlaching (damals: Klinikum Harlaching) eröffnet.
Deutschlandweit existieren mehr als 340 Stroke Units (Stand April 2024). In Österreich verfügen 36 Krankenhäuser über Stroke Units (Stand November 2018). Die Schweiz hält 10 Stroke Centers und 13 Stroke Units vor (Stand Dezember 2017).

## Voraussetzungen
Ein Krankenhaus mit einer Stroke Unit sollte rund um die Uhr die Behandlung des Patienten durch einen Facharzt für Neurologie sicherstellen und die Option für eine intravenöse Thrombolysebehandlung vorhalten. Hierfür muss es auch über ein CT und ein Ultraschallgerät mit entsprechender Expertise verfügen, größere (überregionale) Stroke Units zusätzlich über ein MRT und ein Katheterlabor für eine Thrombektomie durch einen Neurointerventionalisten. Die Untersuchung und ggf. Behandlung der Patienten durch Kardiologen, Neuro- bzw. Gefässchirurgen ist im Bedarfsfall sichergestellt. Weiterhin wird mehr Pflegepersonal als auf einer Normalstation eingesetzt und Physiotherapie, Ergotherapie und Logopädie sind täglich für die Patienten verfügbar.

## Hintergrund
Je schneller ein akut auftretender Schlaganfall behandelt wird, umso geringer ist der bleibende Schaden. Daher kommt der Leitsatz „Time is Brain“. Das Hirngewebe, welches aufgrund eines Gefäßverschlusses nicht mehr ausreichend Sauerstoff bekommt, soll, bevor es abstirbt, durch eine Thrombolyse oder Thrombektomie wieder mit Blut versorgt werden.

## Mobile Stroke Unit

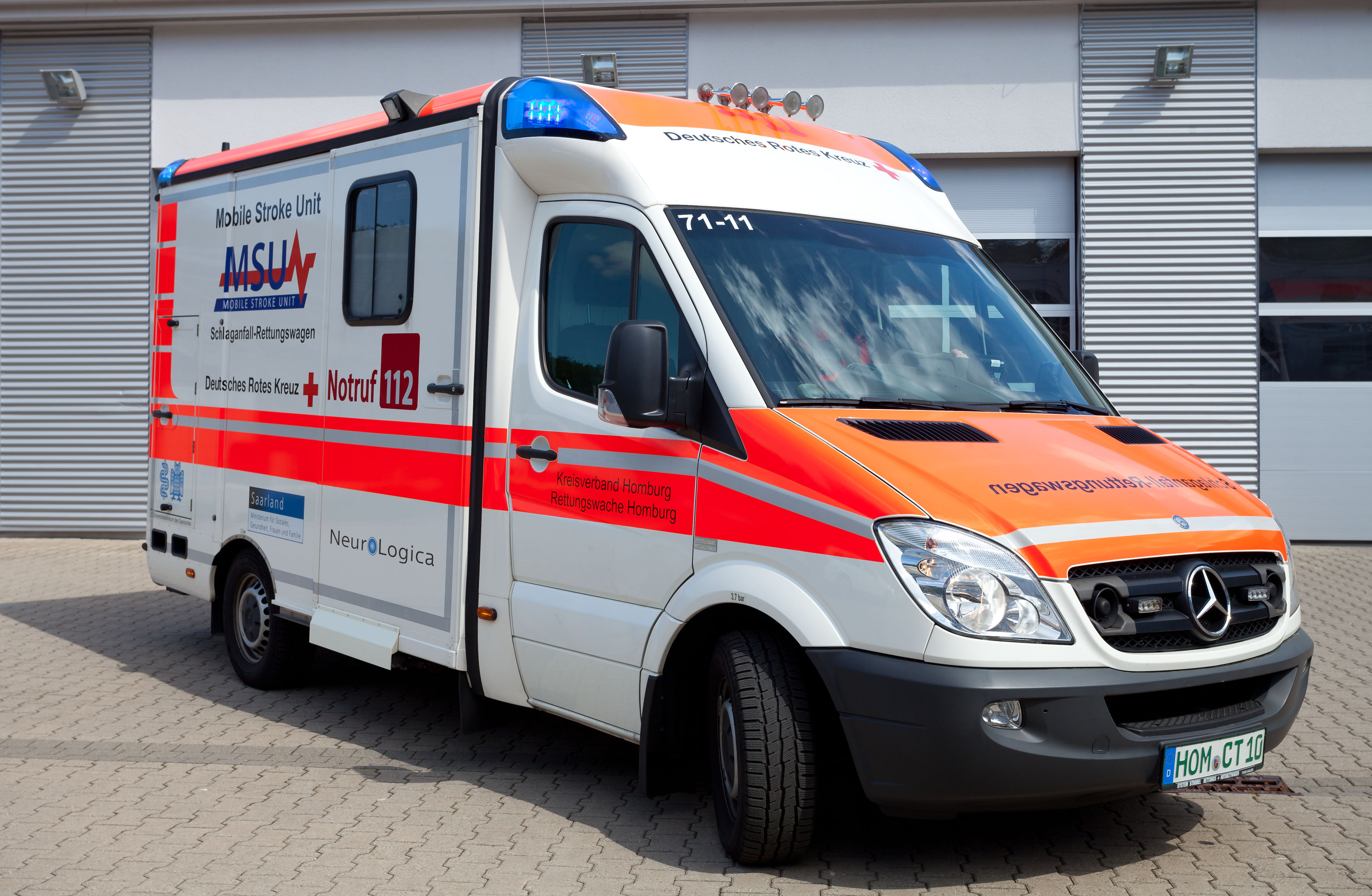
Mobile Stroke Unit des DRK (2016)

Weltweit kommen zudem über 20 Mobile Stroke Units („MSU“, auch Stroke-Einsatz-Mobil „STEMO“) in Deutschland, Norwegen, Australien, Amerika, Kanada und Argentinien zum Einsatz. Dabei handelt es sich um spezielle Rettungswagen, welche zusätzlich mit einem mobilen CT-Scanner, einer mobilen Labordiagnostik und telemedizinischem Gerät ausgestattet sind. Durch den Einsatz kann sich die Zeit bis zur Thrombolyse um fast eine halbe Stunde verkürzen und mehr Patienten werden behandelt. Die weltweit erste MSU wurde 2010 in Homburg stationiert. Drei weitere STEMO sind in Berlin stationiert.